# Otto Georg Petersen
Otto Georg Petersen (Tersløse, 26 de marzo de 1847-Frederiksberg, 16 de junio de 1937) fue un botánico, y explorador danés.

## Biografía
Especialista en la taxonomía de las familias Marantaceae, Zingiberaceae.
En 1882, completó su Ph.D. con la tesis "Bi Kollaterale kar bundter og beslægtede uddannelser") de 1882 a 1886 profesor de anatomía vegetal en la Universidad de Copenhague, y de 1893 a 1903 profesor asociado, y de 1903 a 1918 profesor de botánica en la Escuela de Agricultura.

## Algunas publicaciones
- 1920. Forstbotanik, paa grundlag af forenlaesninger ved den Kgl. Veterinaer- og landhohøjskole ... 2ª ed. de Gyldendalske boghandel, 474 pp.
- 1904. Undersøgelser over traeernes aarringe. Ed. B. Lunos bogtrykkeri, 50 pp.
- 1901. Diagnostisk vedanatomi af N.V. Europas træer og buske (diagnóstico de N.V. Europa árboles y arbustos), 93 pp. Reimpreso de Kessinger Publ. 100 pp. 2009 ISBN 1-104-73100-2, ISBN 978-1-104-73100-7
- 1893. Bidrag til Scitamineernes Anatomie. Vols. 7-8 of Det Kongelige Danske Videnskabernes Selskabs skrifter, 77 pp.
- 1890. Musaceae, Zingiberaceae, Cannaceae, Marantaceae. Vol. 3 Flora Brasiliensis
- 1882. Bicollaterale karbundter og beslaegtede dannelser, et bidrag til den dicotyledone staengels anatomi. Ed. T. Lind, 80 pp.

## Honores
- 1891: miembro de la Academia de Ciencias de Copenhague